# Мерло (Виченца)
Мерло је насеље у Италији у округу Виченца, региону Венето.
Према процени из 2011. у насељу је живело 282 становника. Насеље се налази на надморској висини од 144 м.